# Гувен Хокна
Гувен Хокна (тур. Güven Hokna, 24. јануар 1946) је турска глумица.
Хокна је дипломирала на Државном конзерваторијуму у Анкари 1967. године. Године 1990. представила је програм за децу под називом „Susam Sokağı“ (Улица Сесам). Радила је у позоришту, на филму и 35 година била део Државног позоришта где је учествовала у многим пројектима, упоредо глумећи у многим телевизијским серијама. Године 2002. представила је четири пројекта Ferhunde Hanımlar, İkinci Bahar, Zerda, Havada Bulut, Kumsaldaki İzler, Güz Sancısı, а тумачила је једу од главних улога у серији Kurtlar Vadisi (Долина вукова). У периоду од 2006. године до 2010. године играла је једну од главних улога у серији Кад лишће пада, тумачући лик Хајрије Текин. 

## Филмографија
| Филм       | Филм              | Филм              |
| Година     | Назив             | Улога             |
| ---------- | ----------------- | ----------------- |
| 1996       | Eşkıya            | Севим             |
| 2007       | Ayak Altında      |                   |
| Телевизија |                   |                   |
| Година     | Назив             | Улога             |
| 1993–1999  | Ferhunde Hanımlar | Сузи              |
| 1998       | İkinci Bahar      | Нериман           |
| 2002       | Kumsaldaki İzler  | Нимет             |
| 2002-2003  | Zerda             | Султанија Ана     |
| 2003       | Havada Bulut      | Гулизар           |
| 2004       | Avrupa Yakası     |                   |
| 2004–2005  | Долина вукова     | Нергис Караханали |
| 2006–2010  | Кад лишће пада    | Хајрије Текин     |
| 2011       | Sensiz Olmaz      | Гулумсер          |
| 2012       | Huzur Sokağı      | Садет             |
| 2015       | Sen Benimsin      | Берекет           |
| 2017–2018  | Bahtiyar Ölmez    | Латифе            |
| 2019–2021  | Немогућа љубав    | Шукрен            |